# TMK 2200
TMK 2200 — хорватский 100%-низкопольный односторонний пятисекционный трамвай, производимый консорциумом Crotram.
На данный момент единственным оператором является ZET — Zagrebački električni tramvaj (Электрические Трамваи Загреба), оператор городского транспорта Загреба.

## Технические характеристики
- Длина: 32 м
- Ширина: 2,3 м
- Высота: 3,4 м
- Высота пола: 350 мм
- Высота пола на входе: 300 мм
- Количество сидячих мест: 41
- Количество стоячих мест: 161 (4 пассажира/м2)
- Диаметр колеса (новое / изношенное): 660/605 мм
- Максимальная скорость: 70 км/ч

Имеется 6 дверей, расположенные с одной стороны.

Салон оборудован системой кондиционирования воздуха, сидениями эргономичной формы.

Тележки расположены под 1, 3 и 5 секциями.

## Заказчики
| Город             | Оператор | Количество | Дата заказа | Годы поставок       | Примечания |
| ----------------- | -------- | ---------- | ----------- | ------------------- | ---------- |
| Хорватия · Загреб | ZET      | 70         | 2003 2007   | 2005—2007 2007—2010 |            |
| Итого             | Итого    | 140        |             |                     |            |

### Загреб
Главным (и единственным на данный момент) заказчиком является ZET, оператор городского транспорта Загреба. В мае 2002 года был проведён тендер по закупке 70 трамваев для Загреба. Помимо Crotram (совместное предприятие хорватских Končar Group и TŽV Gredelj) в тендере участвовали трамваи Siemens Combino и AnsaldoBreda (Sirio). Crotram выиграл тендер, предложив более низкую цену. В феврале 2003 года контракт подписали Julius Pevalek, директор ZET, и Darinko Bago, директор Končar Group от имени Crotram.

В 2007 году ZET купили дополнительно ещё 70 трамваев.

### Несостоявшиеся заказы
- Crotram выиграл тендер на поставку трамваев в польский Лодзь, но позднее тендер был отменен, и поставщиком была выбрана польская PESA.
- Трамвай был продемонстрирован в 2008 году в Хельсинки[3], контракт на поставку подписан не был, были куплены трамваи финской Transtech Oy.
- TMK 2200 также был привезен в 2008 году в Софию[4], однако трамваи не были закуплены.
- Сrotram участвовал в тендере на поставку трамваев в Белград, но проиграл испанской CAF (модель Urbos).

## TMK 2200-K
TMK 2200-K или TMK 2300 — трёхсекционная версия трамвая TMK 2200. Длина составляет 20,7 метров против 32 у TMK 2200.

## Галерея

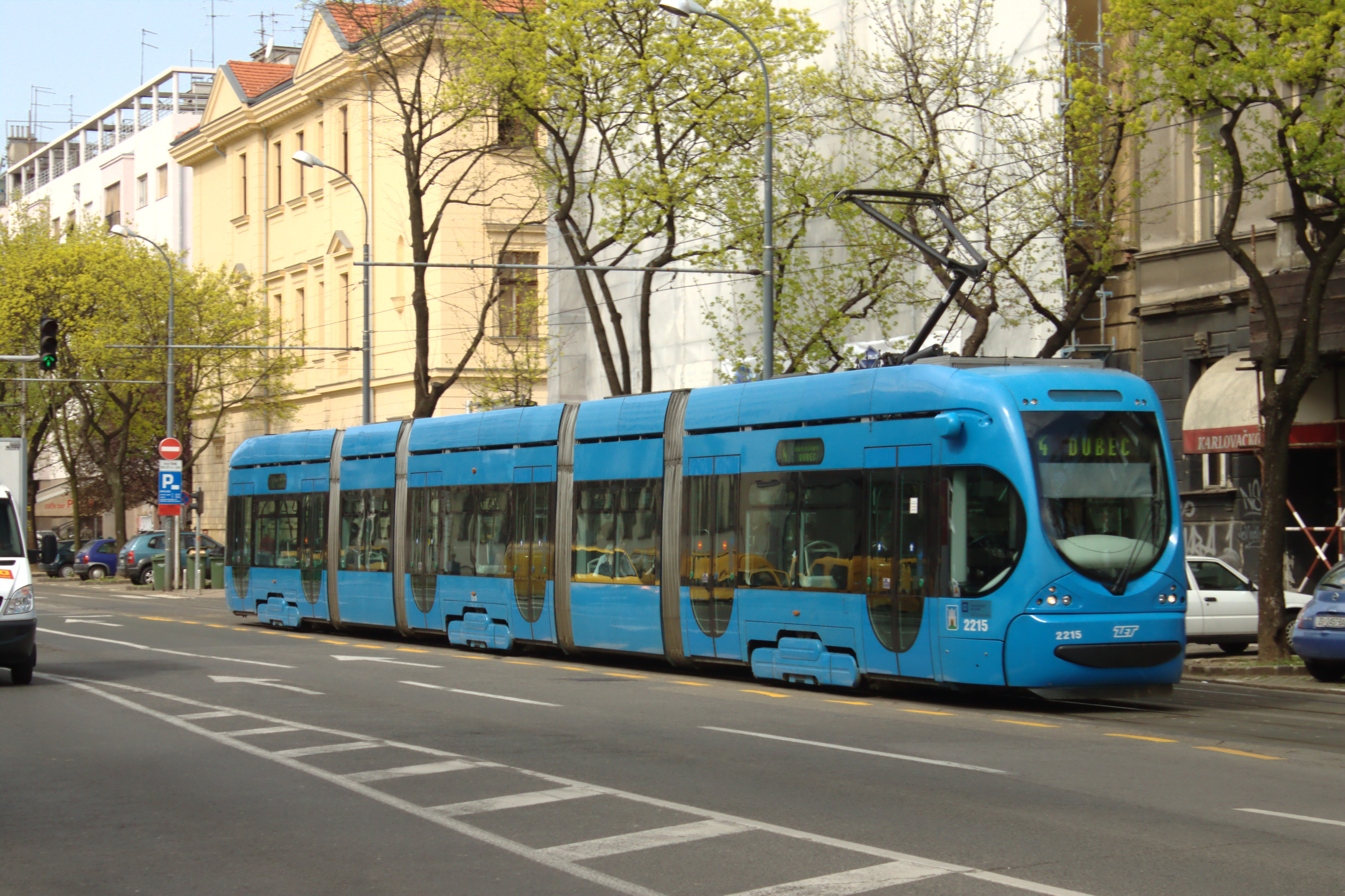
TMK 2200 в Загребе
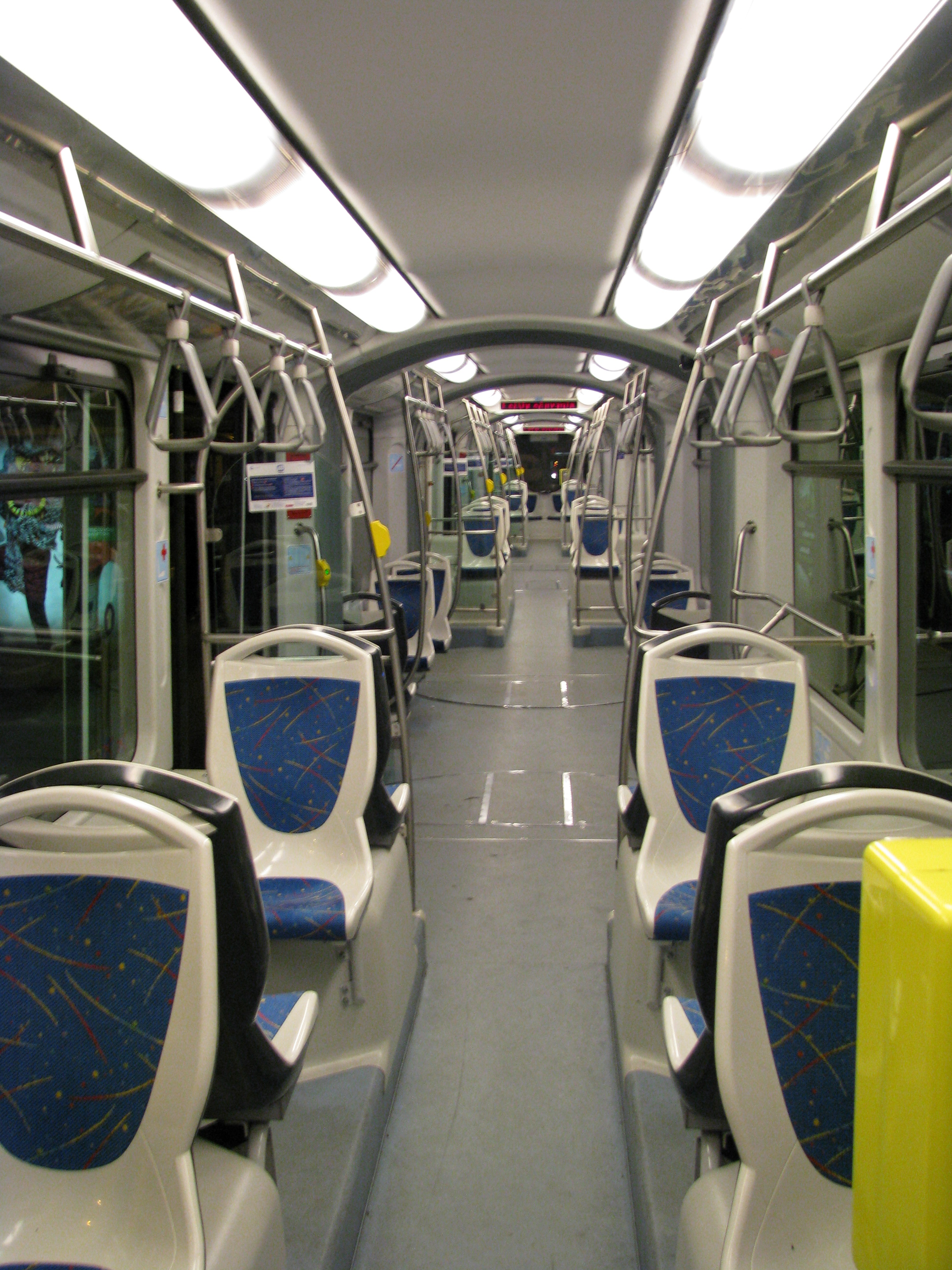
Салон трамвая
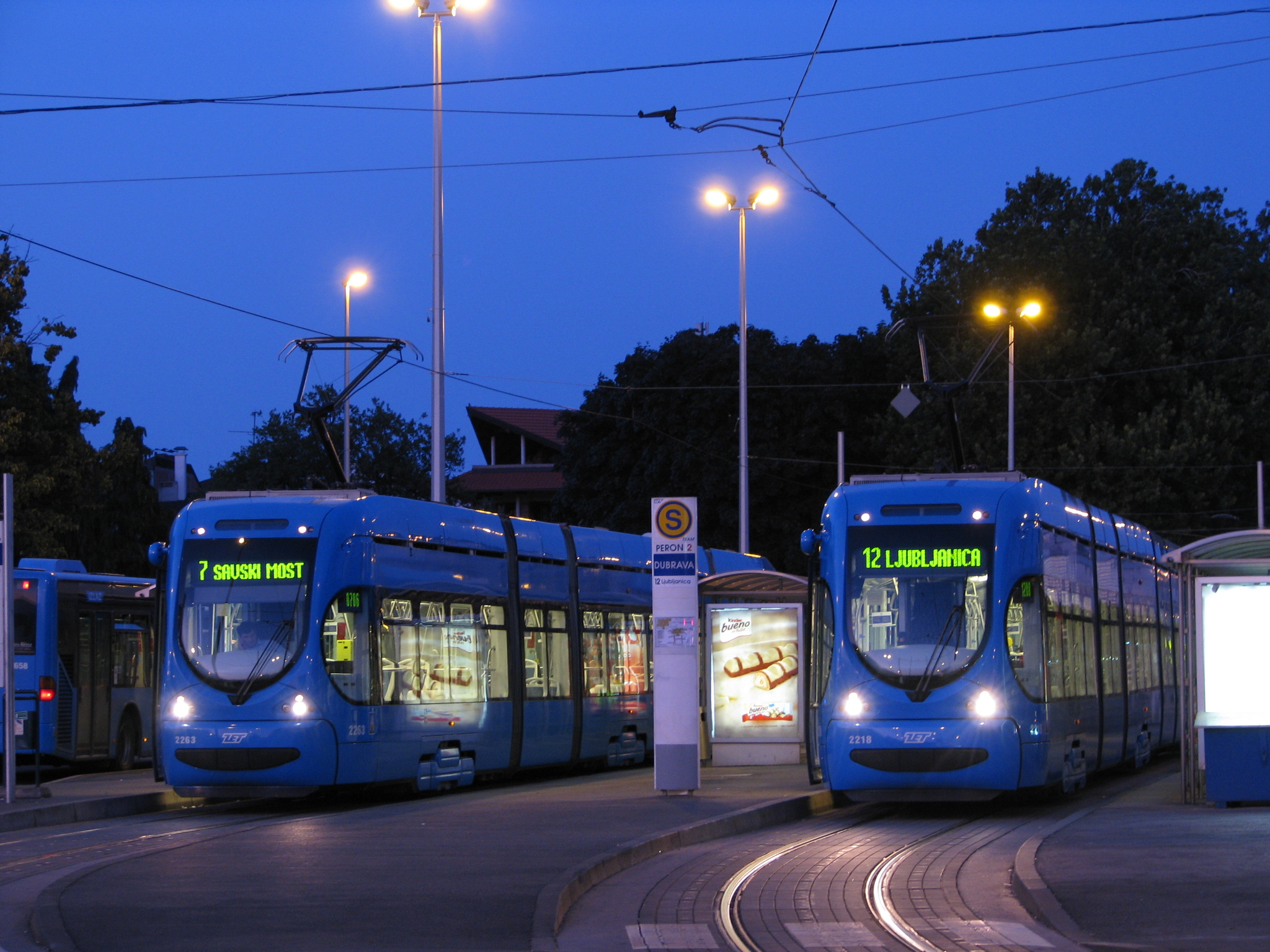
Два TMK 2200 на конечной остановке
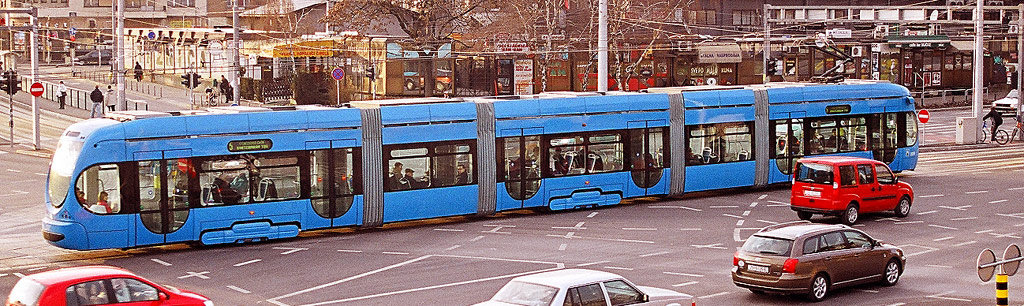
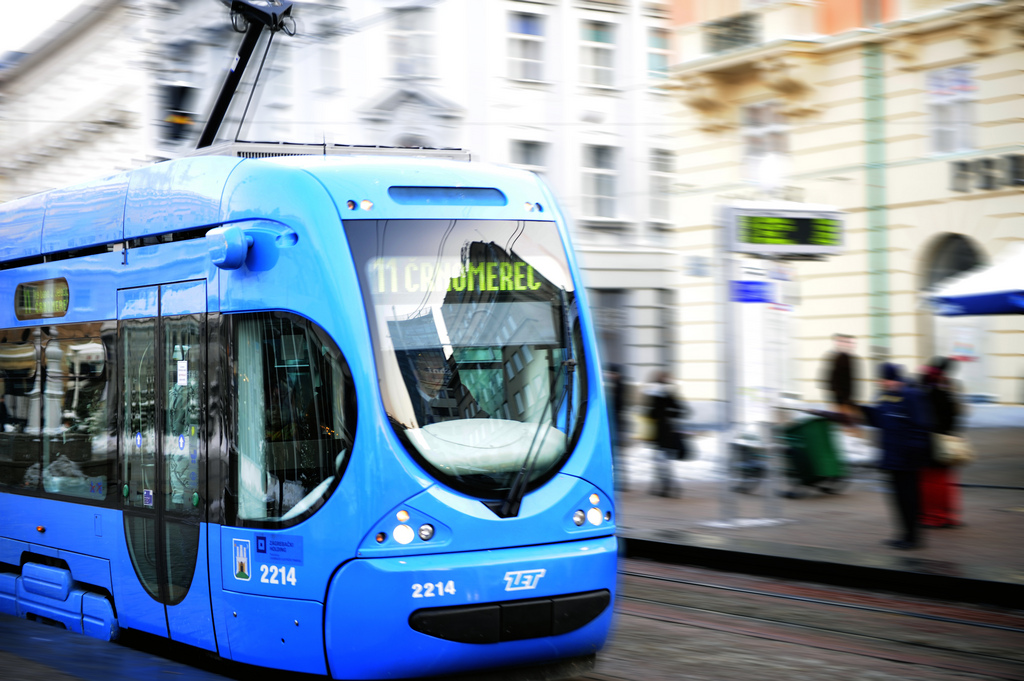